# 알헤시라스 회담
알헤시라스 회담은 1906년 1월 16일부터 4월 7일까지 스페인 알헤시라스에서 열린 국제 회담이다. 회담의 목적은 독일이 독립국인 모로코에 대한 프랑스의 보호령 설립 시도에 대응하면서 발생한 1905년 제1차 모로코 위기에 대한 해결책을 찾는 것이었다. 독일은 프랑스의 확장을 막으려 하지 않았다. 목표는 독일 자신의 국제적 위신을 높이는 것이었지만, 크게 실패했다. 그 결과 프랑스와 영국 간의 관계가 훨씬 더 긴밀해졌으며, 런던과 파리 모두 베를린에 대한 의심과 불신이 커지면서 영불 협상이 강화되었다. 더 중요한 결과로 독일에서 좌파인 국민자유당과 독일 사회민주당을 제외한 대부분의 언론과 정치 정당으로까지 좌절감이 퍼져나갔고 전쟁 준비 태세가 고조되었다.
범게르만주의 세력은 회담 결과를 빌미로 힘을 키워 정부의 후퇴를 반역으로 비난하고 전쟁에 대한 맹목적인 지지를 강화했다.

## 배경

아프리카 분할 당시 지도. 1913년 유럽 식민 열강이 지배했던 아프리카 지역(벨기에 (노란색), 영국 (연어색), 프랑스 (파란색), 독일 (청록색), 이탈리아 (녹색), 포르투갈 (보라색), 스페인 (분홍색) 제국)

1904년 영국과 프랑스의 영불 협상은 양국 간의 외교적 협력을 규정하고 이집트에 대한 영국의 권한과 모로코에 대한 프랑스의 통제(일부 스페인에 대한 양보 포함)를 인정했다. 독일은 이러한 발전이 영국과 프랑스 간의 경쟁을 종식시키고 유럽 문제에서 독일을 더욱 고립시킬 것이라고 보았다.

1905년 3월 31일, 독일의 황제 빌헬름 2세는 탕헤르를 방문하여 모로코의 독립을 보장하기 위한 국제 회의를 촉구하는 연설을 했고, 그렇지 않으면 전쟁이 일어날 것이라고 경고했다. 역사가 헤더 존스는 독일의 호전적인 수사 사용이 고의적인 외교적 술책이었다고 주장한다.
또 다른 독일의 전략은 극적인 행동을 연출하고 전쟁 위협을 위험하게 부각시키는 것이었다. 이는 다른 유럽 열강들에게 제국 문제에 대한 독일과의 협의의 중요성을 각인시키기 위함이었다. 프랑스가 모로코 문제에 대해 독일과 양자 협정을 맺을 필요성을 느끼지 않았다는 사실은 특히 독일이 새로 얻은 강대국 지위에 대해 깊이 불안해했기 때문에 분개할 만한 일이었다. 따라서 독일은 호전적인 수사를 강화하기로 결정했고, 극적으로 빌헬름 2세 황제는 지중해 유람을 중단하고 탕헤르를 방문하여 술탄의 독립과 그의 왕국의 보전을 지지한다고 선언함으로써 모로코를 하룻밤 사이에 국제적인 '위기'로 만들었다.
 독일 외교관은 시어도어 루스벨트 미국 대통령이 모로코에 대한 프랑스의 개입에 이의를 제기하도록 설득할 수 있다고 믿었다. 러일 전쟁을 중재하고 있었고 유럽 문제 개입을 피하려는 미국 상원의 입장을 알고 있던 루스벨트는 모로코 위기에 개입하는 것을 꺼렸다. 그러나 1905년 6월 상황이 독일과 프랑스, 여기에 영국(잠정) 간의 전쟁으로 악화되자 루스벨트는 7월에 프랑스를 설득하여 1월에 알헤시라스에서 평화 회의에 참석하도록 했다.
독일은 회담이 영불 협상을 약화시킬 것이라고 기대했다. 빌헬름 2세는 프랑스의 요구 대부분이 충족되면 프랑스와 동맹을 맺을 수 있다고 생각했다. 또한 1905년 혁명과 러일 전쟁으로 인해 러시아가 약한 동맹을 갈망하는 위치에 있었기 때문에 러시아와의 관계 개선이 가능하다고 생각했다. 그러나 독일은 초기 결정에서 다소 배제되었고 에드워드 그레이 영국 외무장관은 프랑스 대사 쥘 캉봉과의 회담을 통해 회담에서 프랑스를 지지하는 영국의 입장을 보여주었으며, 이는 영불 협상을 실제로 더욱 강화시켰다. 러시아 또한 러일 전쟁으로 인한 손실을 만회하기 위한 대규모 차관 확보를 희망하며 프랑스의 재정 시장을 확보하기 위해 프랑스의 입장을 전적으로 지지했다.
영국을 고립시키려던 시도가 실패한 후, 독일은 1906년 제3차 해군법을 통과시키면서 점증하는 영국-독일 해군력 경쟁을 더욱 심화시켰다. 제1차 세계 대전 발발에 대한 전반적인 기여는 독일과 그 동맹국(삼국 동맹)이 영국, 프랑스, 러시아로부터 분리되어 이듬해 삼국협상이 된 것으로 볼 수 있다.
두 세력 사이의 긴장을 더욱 고조시킨 다음 주요 사건은 보스니아 위기였다.

## 모로코 대표단

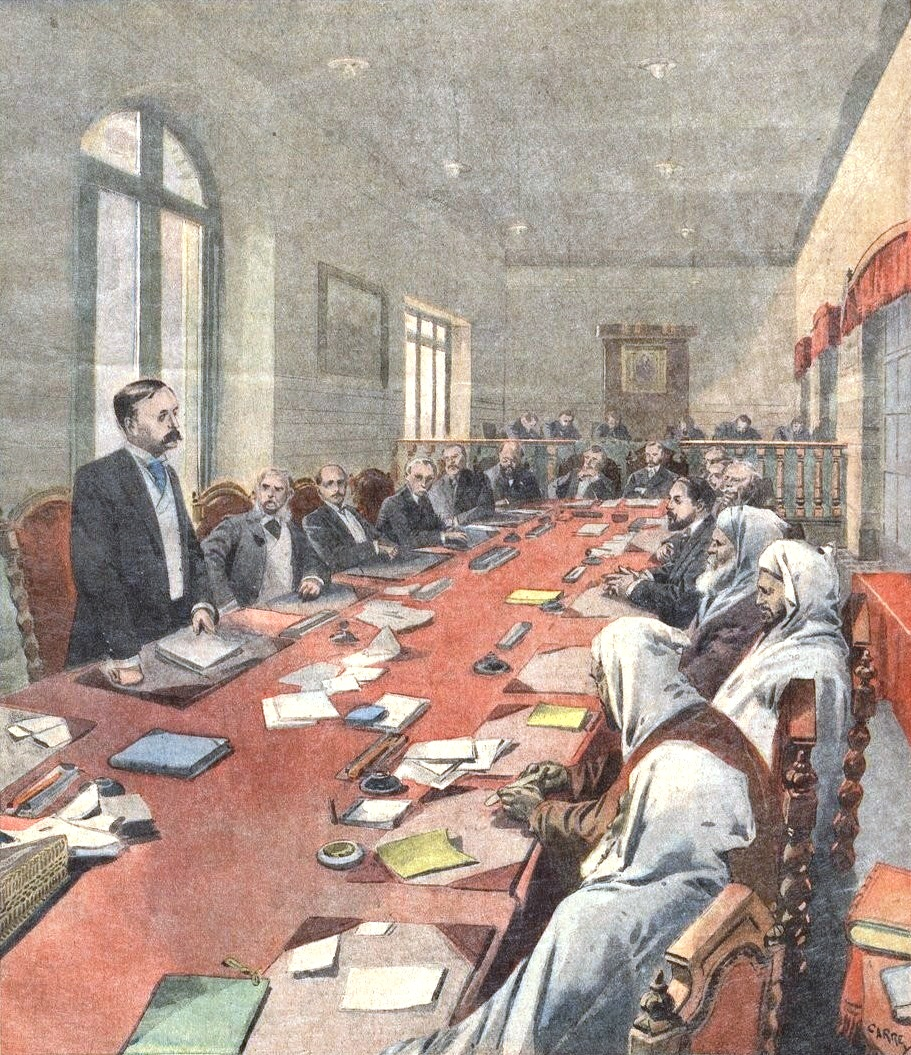
르 프티 파리지앵 표지 삽화에 묘사된 알헤시라스 회담 개회식.

모로코의 압델라지즈 술탄은 무함마드 알무크리와 무함마드 토레스가 대표했다. 알무크리는 통역 상황에 좌절감을 표하며 "우리는 여기 동상처럼 앉아 있습니다. 무슨 말이 오가는지 전혀 이해할 수 없습니다."라고 말했다. 모로코 대표단은 회담에서 프랑스에 봉사하고 있던 알제리 통역사 압델카데르 벤갑리트를 사용할 수밖에 없었다.

모로코인이 직면한 또 다른 어려움은 회담에서 일어난 모든 세부 사항을 통보받아야 할 술탄과 연락하는 데 어려움이 있었다는 점이다. 연구원 바제그 압데사마드는 다음과 같이 썼다.
"그의 지시와 명령 없이는 어떤 결정도 내려질 수 없었다. 미국과 유럽 국가의 대표는 각자의 정부와 협의하기 위해 수도와 쉽게 연락할 수 있었지만, 페스에는 전화나 전신이 없었을 뿐만 아니라, 술탄에게 회담의 진행 상황을 알릴 수 있는 철도나 포장 도로도 없었다."

## 결과
회담의 최종 조약은 1906년 4월 7일에 서명되었으며, 모로코의 경찰 및 세관 조직, 무기 밀수 단속 규정, 40년 기한의 금에 의해 담보되는 지폐를 발행할 새로운 모로코 국립 은행 운영권을 유럽 은행가에게 양허하는 내용을 다루었다. 새로운 국립 은행은 모로코의 중앙 은행 역할을 하며, 샤리프 제국의 지출에 대한 엄격한 상한선과 독일 제국, 영국, 프랑스, 스페인에서 대출을 보증한 국립 은행이 임명한 행정관이 관리한다. 스페인 주화도 계속 유통되었다. 유럽인의 토지 소유권이 확립되었고, 공공 사업을 위한 세금이 부과되었다.
모로코 술탄은 6개 항구 도시의 경찰력을 통제했는데, 이들은 전적으로 모로코인 무슬림으로 구성되었고 평균 연봉은 고작 1000 페세타였지만 프랑스와 스페인 장교의 지시를 받았다. 그들은 재무관(아민)을 감독하고 규율을 규제하며 정부의 명령으로 소환 및 교체될 수 있는 권한을 가졌다. 책임 총감은 스위스인이었으며 탕헤르에 거주했다.
마지막 순간에 모로코 대표단은 최종 조약에 서명할 수 없음을 알게 되었지만, 6월 18일 모로코의 압델라지즈 술탄의 칙령으로 최종적으로 비준되었다.

## 참석자

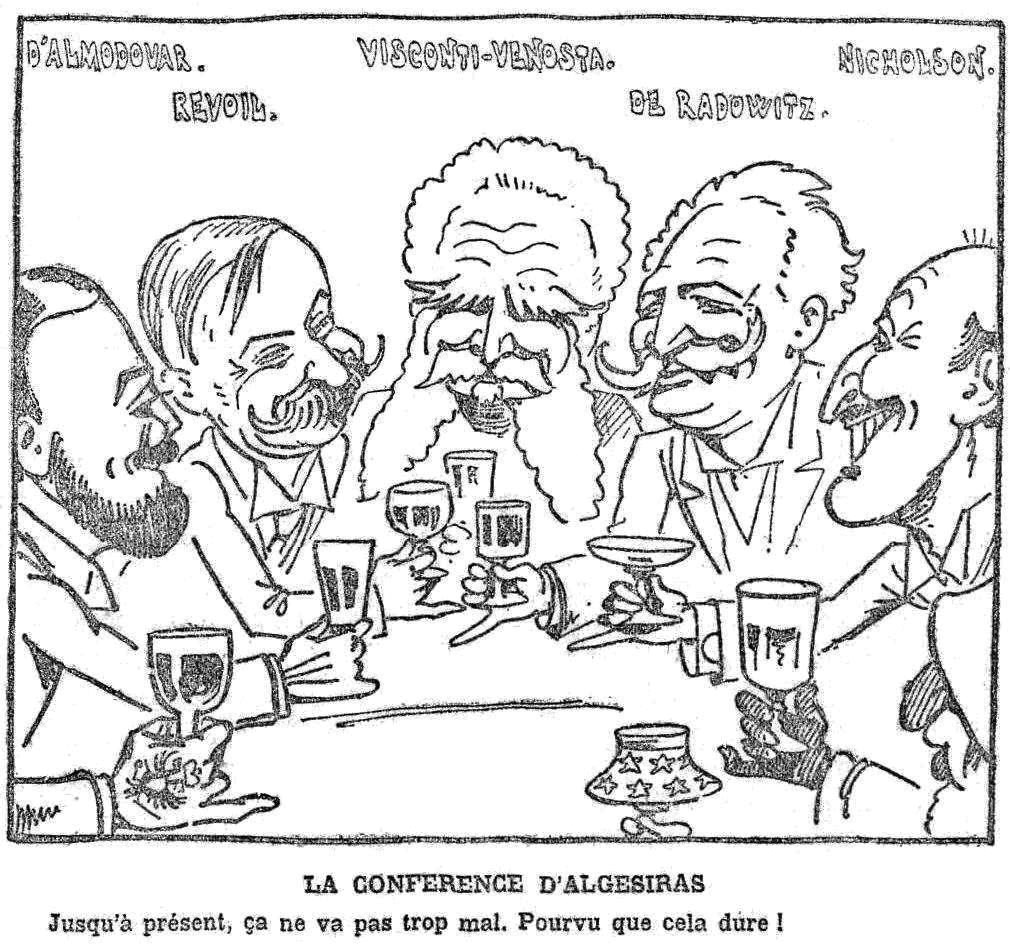
1906년 1월 헥토르 몰로흐의 만화. 알헤시라스 회담의 알모도바르 델 리오 공작, 레부아, 비스콘티베노스타, 폰 라도비츠, 니컬슨(오타)

- 독일 – 요제프 마리아 폰 라도비츠 2세와 크리스티안 타텐바흐 백작
- 오스트리아-헝가리 – 루돌프 폰 벨서셰임 백작과 레오폴드 볼레스타-코지에브로츠키 백작
- 벨기에 – 모리스 요스텐스 남작과 콘라트 폰 비세레 스텐벡 백작
- 스페인 – 후안 페레스-카바예로 이 페레르와 후안 마누엘 산체스, 알모도바르 델 리오 공작
- 미국 – 헨리 화이트와 새뮤얼 R. 거머
- 프랑스 – 폴 레부아와 외젠 르뇨, 압델카데르 벤갑리트[13][14]
- 영국 – 아서 니컬슨, 초대 카녹 남작
- 이탈리아 – 에밀리오 비스콘티-베노스타 후작과 줄리오 말무시
- 모로코 – 엘 하지 무함마드 토레스와 엘 하지 무함마드 벤 압데살람 엘 모크리
- 네덜란드 – 욘키르 하니발 테스타
- 포르투갈 – 안토니우 마리아 토바르 데 레모스 페레이라([[:pt:{{{3}}}|포르투갈어판]]) (토바르 백작)와 프란시스코 로베르토 다 실바 페랑 데 카르발류 마르텐스([[:pt:{{{3}}}|포르투갈어판]]) (마르텐스 페랑 백작)
- 러시아 제국 – 아서 카시니 백작과 바실 드 바셰라히트
- 스웨덴 – 로버트 새거

## 같이 보기
- 국제 관계 (1814년-1919년)
- 1904년 영불 협상
- 1905년 3월~1906년 5월 제1차 모로코 위기
- 1907년 카사블랑카 포격
- 하피디야
- 1911년 제2차 모로코 위기
- 제1차 세계 대전의 원인

## 내용주
1. ↑  프랑스어: Conférence d'Algésiras, 스페인어: Conferencia de Algeciras, 아랍어: مؤتمر الجزيرة الخضراء

## 추가 자료
- Anderson, Eugene N. The First Moroccan Crisis, 1904–1906 (U of Chicago Press, 1930) online
- Eastman, Anthony F. "The Algeciras Conference, 1906." The Southern Quarterly 1 (January 1969):185–205 online
- Esthus, Raymond A, Theodore Roosevelt and the International Rivalries (1970) pp 88–111.
- Fay, Sidney Bradshaw. The Origins of the World War (Vol. 1. Macmillan, 1930) pp 168–191. online
- Geiss, Immanuel. German Foreign Policy 1871–1914 (1976) 133–136.
- Jones, Heather. "Algeciras Revisited: European Crisis and Conference Diplomacy, 16 January–7 April 1906." (EUI WorkingPaper MWP 2009/1, 2009). online
- MacMillan, Margaret. The War That Ended Peace: The Road to 1914(2012) pp 378–398
- Rogers, Marjorie Lucille, "The conference of Algeciras 1906." (Electronic Theses and Dissertations. Paper #1884, U of Louisville thesis, 1933). https://doi.org/10.18297/etd/1884 online 98 pages